# Lijst van voetbalinterlands Frankrijk - Roemenië
Deze lijst van voetbalinterlands is een overzicht van alle officiële voetbalwedstrijden tussen de nationale teams van Frankrijk en Roemenië. De landen speelden tot op heden zestien keer tegen elkaar. De eerste ontmoeting, een vriendschappelijke wedstrijd, werd gespeeld in Boekarest op 12 juni 1932. Het laatste duel, de openingswedstrijd van het Europees kampioenschap voetbal 2016, vond plaats op vrijdag 10 juni 2016 in Saint-Denis.

## Wedstrijden
| №  | Plaats        | Datum            | Competitie           | Wedstrijd            | Uitslag |
| -- | ------------- | ---------------- | -------------------- | -------------------- | ------- |
| 1  | Boekarest     | 12 juni 1932     | Vriendschappelijk    | Roemenië – Frankrijk | 6 – 3   |
| 2  | Parijs        | 22 maart 1967    | Vriendschappelijk    | Frankrijk – Roemenië | 1 – 2   |
| 3  | Parijs        | 30 april 1969    | Vriendschappelijk    | Frankrijk – Roemenië | 1 – 0   |
| 4  | Reims         | 28 april 1970    | Vriendschappelijk    | Frankrijk – Roemenië | 2 – 0   |
| 5  | Boekarest     | 8 april 1972     | Vriendschappelijk    | Roemenië – Frankrijk | 2 – 0   |
| 6  | Parijs        | 23 maart 1974    | Vriendschappelijk    | Frankrijk – Roemenië | 1 – 0   |
| 7  | Saint-Étienne | 8 oktober 1994   | EK 1996 kwalificatie | Frankrijk – Roemenië | 0 – 0   |
| 8  | Boekarest     | 11 oktober 1995  | EK 1996 kwalificatie | Roemenië – Frankrijk | 1 – 3   |
| 9  | Newcastle     | 10 juni 1996     | EK 1996              | Roemenië – Frankrijk | 0 – 1   |
| 10 | Saint-Denis   | 13 februari 2002 | Vriendschappelijk    | Frankrijk – Roemenië | 2 – 1   |
| 11 | Zürich        | 9 juni 2008      | EK 2008              | Roemenië – Frankrijk | 0 – 0   |
| 12 | Constanta     | 11 oktober 2008  | WK 2010 kwalificatie | Roemenië – Frankrijk | 2 – 2   |
| 13 | Saint-Denis   | 5 september 2009 | WK 2010 kwalificatie | Frankrijk – Roemenië | 1 – 1   |
| 14 | Saint-Denis   | 9 oktober 2010   | EK 2012 kwalificatie | Frankrijk – Roemenië | 2 – 0   |
| 15 | Boekarest     | 6 september 2011 | EK 2012 kwalificatie | Roemenië – Frankrijk | 0 – 0   |
| 16 | Saint-Denis   | 10 juni 2016     | EK 2016              | Frankrijk – Roemenië | 2 – 1   |

## Samenvatting
| Competitie        | Totaal gespeeld | Winst Frankrijk | Gelijk | Winst Roemenië | Doelsaldo Frankrijk – Roemenië |
| ----------------- | --------------- | --------------- | ------ | -------------- | ------------------------------ |
| WK-kwalificatie   | 2               | 0               | 2      | 0              | 3 − 3                          |
| EK-eindronde      | 3               | 2               | 1      | 0              | 3 − 1                          |
| EK-kwalificatie   | 4               | 2               | 2      | 0              | 5 − 1                          |
| Vriendschappelijk | 7               | 4               | 0      | 3              | 10 − 11                        |
| Totaal            | 16              | 8               | 5      | 3              | 21 − 16                        |

## Details

### Elfde ontmoeting
| EK 2008 (Zürich, Zwitserland, 9 juni 2008): |              | |
| Roemenië | 0 – 0        | Frankrijk |
| | goals        | |
| Victor Pițurcă | bondscoach   | Raymond Domenech |
| Bogdan Lobonț Cosmin Contra Răzvan Raț Gabriel Tamaș Cristian Chivu Mirel Rădoi 90+3' Adrian Mutu 78' Răzvan Cociș 64' Dorin Goian Bănel Nicoliță Daniel Niculae | opstellingen | Éric Abidal William Gallas Claude Makélélé Florent Malouda 72' Nicolas Anelka 78' Karim Benzema Lilian Thuram Willy Sagnol Jérémy Toulalan Franck Ribéry Grégory Coupet |
| Paul Codrea 64' Marius Niculae 78' Nicolae Dică 90+3' | wissels      | 72' Bafétimbi Gomis 78' Samir Nasri |
| Daniel Niculae 27' Cosmin Contra 40' Dorin Goian 43' | gele kaarten | 51' Willy Sagnol |

### Veertiende ontmoeting
| EK 2012 kwalificatie (Saint-Denis, Frankrijk, 9 oktober 2010): |            |          |
| Frankrijk                                                      | 2 – 0      | Roemenië |
| Loïc Rémy 83' Yoann Gourcuff 90'                               | doelpunten |          |

### Vijftiende ontmoeting
| EK 2012 kwalificatie (Boekarest, Roemenië, 6 september 2011): |              | |
| Roemenië | 0 – 0        | Frankrijk |
| | doelpunten   | |
| Victor Pițurcă | bondscoach   | Laurent Blanc |
| Ciprian Tătărușanu Răzvan Raț Vlad Chiricheș Alexandru Bourceanu Costin Lazăr 43' Ciprian Marica 90' Cristian Tănase Dorin Goian Bănel Nicoliță Srgian Luchin Răzvan Cociș | opstellingen | Hugo Lloris Bacary Sagna Patrice Évra Adil Rami 75' Yohan Cabaye Franck Ribéry Marvin Martin Yann M'Vila Éric Abidal 71' Mathieu Valbuena Karim Benzema |
| Bogdan Stancu 43' Gigel Bucur 90' | wissels      | 71' Loïc Rémy 75' Samir Nasri |
| Cristian Tănase 14' Răzvan Cociș 54' Dorin Goian 69' Bănel Nicoliță 84' | gele kaarten | 26' Yann M'Vila |

### Zestiende ontmoeting
| EK 2016 (Saint-Denis, Frankrijk, 10 juni 2016): |              | |
| Frankrijk | 2 – 1        | Roemenië |
| Olivier Giroud 65' Dimitri Payet 89' | doelpunten   | 65' (pen.) Bogdan Stancu |
| Didier Deschamps | bondscoach   | Anghel Iordănescu |
| Hugo Lloris Bacary Sagna Laurent Koscielny Adil Rami Patrice Évra Blaise Matuidi N'Golo Kanté Paul Pogba 77' Antoine Griezmann 66' Dimitri Payet 90+2' Olivier Giroud | opstellingen | Ciprian Tătărușanu Cristian Săpunaru Dragoș Grigore Vlad Chiricheș Răzvan Raț Ovidiu Hoban Mihai Pintilii 72' Nicolae Stanciu 82' Adrian Popa 61' Florin Andone Bogdan Stancu |
| Kingsley Coman 66' Anthony Martial 77' Moussa Sissoko 90+2' | wissels      | 61' Denis Alibec 72' Alexandru Chipciu 82' Gabriel Torje |
| Olivier Giroud 68' | gele kaarten | 32' Vlad Chiricheș 45' Răzvan Raț 78' Adrian Popa |
| - Openingswedstrijd van het Europees kampioenschap voetbal 2016 in Frankrijk.                                                                                         |              | |

FFF · A-internationals · Selecties · Bondscoaches · Frans vrouwenelftal · Olympisch elftal · Frankrijk U21 · Frankrijk U20 · Frankrijk U19 · Frankrijk U18 · Frankrijk U17 · Frankrijk U16 · Vrouwen U17
1904 – 1919 ·
1920 – 1929 ·
1930 – 1939 ·
1940 – 1949 ·
1950 – 1959 ·
1960 – 1969 ·
1970 – 1979 ·
1980 – 1989 ·
1990 – 1999 ·
2000 – 2009 ·
2010 – 2019 ·
2020 – 2029
EK's: 1984 · 
1992 · 
1996 · 
2000 · 
2004 · 
2008 · 
2012 · 
2016 · 
2020 · 
2024
WK's: 1930 · 
1934 · 
1938 · 
1954 · 
1958 · 
1966 · 
1978 · 
1982 · 
1986 · 
1998 · 
2002 · 
2006 · 
2010 · 
2014 · 
2018 · 
2022
OS: 1900 · 
1908 · 
1920 · 
1924 · 
1948 · 
1952 · 
1960 · 
1968 · 
1976 · 
1984 · 
1996 · 
2020
1904 · 
1905 · 
1906 · 
1907 · 
1908 · 
1909 · 
1910 · 
1911 · 
1912 · 
1913 · 
1914 · 
1915 · 1916 · 1917 · 1918 · 
1919 · 
1920 · 
1921 · 
1922 · 
1923 · 
1924 · 
1925 · 
1926 · 
1927 · 
1928 · 
1929 · 
1930 · 
1931 · 
1932 · 
1933 · 
1934 · 
1935 · 
1936 · 
1937 · 
1938 · 
1939 · 
1940 · 1941  · 
1942 · 
1943 · 1944  · 
1945 · 
1946 · 
1947 · 
1948 · 
1949 · 
1950 · 
1951 · 
1952 · 
1953 · 
1954 · 
1955 · 
1956 · 
1957 · 
1958 · 
1959 ·
1960 · 
1961 · 
1962 · 
1963 · 
1964 · 
1965 · 
1966 · 
1967 · 
1968 · 
1969 ·
1970 · 
1971 · 
1972 · 
1973 · 
1974 · 
1975 · 
1976 · 
1977 · 
1978 · 
1979 ·
1980 · 
1981 · 
1982 · 
1983 · 
1984 · 
1985 · 
1986 · 
1987 · 
1988 · 
1989 · 
1990 · 
1991 · 
1992 · 
1993 · 
1994 · 
1995 · 
1996 · 
1997 · 
1998 · 
1999 · 
2000 · 
2001 · 
2002 · 
2003 · 
2004 · 
2005 · 
2006 · 
2007 · 
2008 · 
2009 · 
2010 · 
2011 · 
2012 · 
2013 · 
2014 · 
2015 · 
2016 · 
2017 · 
2018 ·
2019 ·
2020 ·
2021 ·
2022 ·
2023
Albanië ·
Algerije ·
Andorra ·
Argentinië ·
Armenië ·
Australië ·
Azerbeidzjan ·
België ·
Bolivia ·
Bosnië en Herzegovina ·
Brazilië ·
Bulgarije ·
Canada ·
Chili ·
China ·
Colombia ·
Costa Rica ·
Cyprus ·
Denemarken ·
Duitse Democratische Republiek ·
Duitsland ·
Ecuador ·
Egypte ·
Engeland ·
Estland ·
Faeröer ·
Finland ·
Georgië ·
Gibraltar ·
Griekenland ·
Honduras ·
Hongarije ·
Ierland ·
IJsland ·
Iran ·
Israël ·
Italië ·
Ivoorkust ·
Jamaica ·
Japan ·
Joegoslavië ·
Kameroen ·
Kazachstan ·
Koeweit ·
Kroatië ·
Letland ·
Litouwen ·
Luxemburg ·
Malta ·
Marokko ·
Mexico ·
Moldavië ·
Nederland ·
Nieuw-Zeeland ·
Nigeria ·
Noord-Ierland ·
Noorwegen ·
Oekraïne ·
Oostenrijk ·
Paraguay ·
Peru · 
Polen ·
Portugal ·
Roemenië ·
Rusland ·
Saoedi-Arabië ·
Schotland ·
Senegal ·
Servië ·
Slovenië ·
Slowakije ·
Sovjet-Unie ·
Spanje ·
Togo ·
Tsjechië ·
Tsjecho-Slowakije ·
Tunesië ·
Turkije ·
Uruguay ·
Verenigde Staten ·
Wales ·
Wit-Rusland ·
Zuid-Afrika ·
Zuid-Korea ·
Zweden ·
Zwitserland
Albanië (2016) ·
Argentinië (2018) ·
Argentinië (2022) ·
Australië (2018) · 
België (1904) · 
België (2018) · 
Brazilië (1998) · 
Brazilië (2006) · 
Denemarken (2002) · 
Denemarken (2018) ·
Duitsland (2014) · 
Duitsland (2021) · 
Ecuador (2014) · 
Engeland (1982) · 
Engeland (2012) · 
Engeland (2022) ·
Honduras (2014) · 
Hongarije (2021) · 
Italië (2000) · 
Italië (2006) · 
Italië (2008) · 
Japan (2001) · 
Kameroen (2003) · 
Koeweit (1982) · 
Kroatië (2018) · 
Marokko (2022) ·
Mexico (2010) · 
Nederland (2008) · 
Nigeria (2014) ·
Noord-Ierland (1982) · 
Oekraïne (2012) · 
Oostenrijk (1982) · 
Peru (2018) · 
Polen (1982) · 
Polen (2022) ·
Portugal (2006) · 
Portugal (2016) ·
Portugal (2021) ·
Roemenië (2008) ·
Roemenië (2016) ·
Senegal (2002) · 
Spanje (1984) ·
Spanje (2006) ·
Spanje (2012) ·
Spanje (2021) ·
Togo (2006) ·
Tsjecho-Slowakije (1982) ·
Uruguay (2002) ·
Uruguay (2010) ·
Uruguay (2018) ·
Zuid-Afrika (2010) ·
Zuid-Korea (2006) ·
Zweden (2012) ·
Zwitserland (2006) ·
Zwitserland (2014) ·
Zwitserland (2016) ·
Zwitserland (2021)
FRF · A-internationals · Selecties · Bondscoaches · Statistieken · Roemeens vrouwenelftal · Olympisch elftal · Roemenië U21 · Roemenië U20 · Roemenië U19 · Roemenië U18 · Roemenië U17 · Roemenië U16
1922 – 1929 · 
1930 – 1939 · 
1940 – 1949 · 
1950 – 1959 · 
1960 – 1969 · 
1970 – 1979 · 
1980 – 1989 · 
1990 – 1999 · 
2000 – 2009 · 
2010 – 2019 · 
2020 – 2029
EK's: 1984 · 
1996 · 
2000 · 
2008 · 
2016 · 
2024
WK's: 1930 · 
1934 · 
1938 · 
1970 · 
1990 · 
1994 · 
1998
OS: 1924 · 
1952 · 
1964 · 
2020
1922 · 
1923 · 
1924 · 
1925 · 
1926 · 
1927 · 
1928 · 
1929 · 
1930 · 
1931 · 
1932 · 
1933 · 
1934 · 
1935 · 
1936 · 
1937 · 
1938 · 
1939 · 
1940 · 
1941 · 
1942 · 
1943 · 
1944 · 
1945 · 
1946 · 
1947 · 
1948 · 
1949 · 
1950 · 
1952 · 
1952 · 
1953 · 
1954 · 
1955 · 
1956 · 
1957 · 
1958 · 
1959 · 
1960 · 
1961 · 
1962 · 
1963 · 
1964 · 
1965 · 
1966 · 
1967 · 
1968 · 
1969 · 
1970 · 
1971 · 
1972 · 
1973 · 
1974 · 
1975 · 
1976 · 
1977 · 
1978 · 
1979 · 
1980 · 
1981 · 
1982 · 
1983 · 
1984 · 
1985 · 
1986 · 
1987 · 
1988 · 
1989 · 
1990 · 
1991 · 
1992 · 
1993 · 
1994 · 
1995 · 
1996 · 
1997 · 
1998 · 
1999 · 
2000 · 
2001 · 
2002 · 
2003 · 
2004 · 
2005 · 
2006 · 
2007 · 
2008 · 
2009 · 
2010 · 
2011 · 
2012 · 
2013 · 
2014 · 
2015 ·
2016 ·
2017 ·
2018 ·
2019 ·
2020 ·
2021 ·
2022 ·
2023
Albanië ·
Algerije ·
Andorra ·
Argentinië ·
Armenië ·
Australië ·
Azerbeidzjan ·
België ·
Bolivia ·
Bosnië en Herzegovina ·
Brazilië ·
Bulgarije ·
Chili ·
China ·
Colombia ·
Congo-Kinshasa ·
Cuba ·
Cyprus ·
DDR ·
Denemarken ·
Duitsland ·
Ecuador ·
Egypte ·
Engeland ·
Estland ·
Faeröer ·
Finland ·
Frankrijk ·
Georgië ·
Griekenland ·
Honduras ·
Hongarije ·
Ierland ·
IJsland ·
Irak ·
Iran ·
Israël ·
Italië ·
Ivoorkust ·
Japan ·
Joegoslavië ·
Kameroen ·
Kazachstan · 
Kosovo · 
Kroatië ·
Letland ·
Liechtenstein ·
Litouwen ·
Luxemburg ·
Malta ·
Marokko ·
Mexico ·
Moldavië ·
Montenegro ·
Nederland ·
Nigeria ·
Noord-Ierland ·
Noord-Macedonië ·
Noorwegen ·
Oekraïne ·
Oostenrijk ·
Paraguay ·
Peru ·
Polen ·
Portugal ·
Rusland ·
San Marino ·
Schotland ·
Servië ·
Slovenië ·
Slowakije ·
Sovjet-Unie ·
Spanje ·
Trinidad en Tobago ·
Tsjechië ·
Tsjecho-Slowakije ·
Tunesië ·
Turkije ·
Turkmenistan ·
Uruguay ·
Verenigde Arabische Emiraten ·
Verenigde Staten ·
Wales ·
Wit-Rusland ·
Zuid-Korea ·
Zweden ·
Zwitserland
Albanië (2016) · 
Frankrijk (2008) · 
Frankrijk (2016) · 
Italië (2008) · 
Nederland (2008) · 
Zwitserland (2016)